# 2023 في الكويت
تعرض المقالة أحداث 2023 في الكويت.

## المناصب
| الصورة | المنصب       | الاسم                                     |
| ------ | ------------ | ----------------------------------------- |
|        | أمير الدولة  | نواف الأحمد الجابر الصباح (حتى 16 ديسمبر) |
|        | أمير الدولة  | مشعل الأحمد الجابر الصباح (منذ 16 ديسمبر) |
|        | رئيس الوزراء | أحمد النواف الصباح                        |

## العطل الرسمية
المصدر:
- 1 يناير – الأحد – رأس السنة الميلادية
- 19 فبراير – الأحد – الإسراء والمعراج
- 25 فبراير – السبت – العيد الوطني
- 26 فبراير – الأحد – يوم التحرير
- 27 فبراير – الاثنين – عطلة للقطاع العام والبنوك بدلاً من العيد الوطني
- 21–25 أبريل – عيد الفطر
- 27 يونيو – الثلاثاء – يوم عرفة
- 28–30 يونيو – عيد الأضحى
- 1–2 يوليو – عيد الأضحى
- 20 يوليو – الخميس – رأس السنة الهجرية (بدلاً من الأربعاء 19 يوليو)
- 28 سبتمبر – الخميس – المولد النبوي الشريف
- 17–19 ديسمبر – الحداد على الشيخ نواف الأحمد الجابر الصباح
- 31 ديسمبر – الأحد – عطلة للقطاع العام والبنوك بدلاً من رأس السنة الميلادية 2024

## أحداث

### مارس
- 19 مارس – المحكمة الدستورية تقرر إعادة البرلمان السابق المُنتخب في عام 2020، مشيرة إلى وجود مخالفات في مرسوم حل البرلمان السابق.[3]

### يونيو
- 6 يونيو – انتخابات مجلس الأمة الكويتي 2023: الكويتيون يعودون إلى صناديق الاقتراع للمرة الثالثة خلال ثلاث سنوات، بعد حل الجلسة السادسة عشرة للمرة الثانية من قِبل ولي العهد الشيخ مشعل الأحمد الجابر الصباح.
- 18 يونيو – رئيس الوزراء الكويتي الشيخ أحمد النواف الأحمد الصباح يشكل الحكومة الـ44 بعد إعادة تعيينه، ويُعين الشيخ أحمد فهد الأحمد الصباح وزيراً للدفاع، وسعد البراك وزيراً للنفط.[4]

### يوليو
- 27 يوليو – الكويت تنفذ حكم الإعدام شنقًا بحق خمسة أشخاص بينهم المدان الرئيسي في تفجير مسجد الإمام الصادق 2015، والذي أسفر عن مقتل 26 شخصاً.[5][6]

### أكتوبر
- 30 أكتوبر – الحكومة الكويتية تُرحّل ممرضة هندية من مستشفى الصباح بسبب مواقفها المؤيدة لإسرائيل ووصفها للفلسطينيين بـ"الإرهابيين"..[7][8]

### نوفمبر
- 26 نوفمبر – المحكمة العليا في الكويت تحكم بالسجن سبع سنوات على وزير الدفاع والداخلية السابق خالد الجراح الصباح بتهمة سوء إدارة أموال عسكرية، بينما يُطلب من رئيس الوزراء الأسبق جابر مبارك الحمد الصباح، الذي واجه اتهامات مماثلة، فقط إعادة الأموال التي أدارها بشكل خاطئ.[9]

### ديسمبر
- 16 ديسمبر –

- - وفاة أمير الكويت الشيخ نواف الأحمد الجابر الصباح عن عمر يناهز 86 عاماً. ويتولى ولي العهد الشيخ مشعل الأحمد الجابر الصباح مقاليد الحكم كأمير جديد للبلاد.[10][11]
  - أعلنت الحكومة ثلاثة أيام عطلة في جميع أنحاء البلاد، وحداداً لمدة 40 يوماً مع تنكيس الأعلام.[12][13][14] تم إغلاق المجمعات التجارية من 16 إلى 18 ديسمبر، باستثناء الضروريات. وحصلت الوزارات والمؤسسات الحكومية على عطلة من 17 إلى 19 ديسمبر. وتم تنكيس الأعلام في جميع الوزارات والهيئات الحكومية وعلى الطرق الرئيسية طوال فترة الحداد.

- 20 ديسمبر –

- - الشيخ مشعل الأحمد الجابر الصباح يؤدي اليمين الدستورية في جلسة خاصة لمجلس الأمة ليصبح الأمير السابع عشر لدولة الكويت.[15]
  - الأمير الشيخ مشعل الأحمد الجابر الصباح يتسلّم استقالة الحكومة من رئيس الوزراء الشيخ نواف الأحمد الجابر الصباح.[16]

## وفيات
- 26 فبراير – علي البغلي (75 عاماً)، سياسي.
- 6 أبريل – سعد زنيفر العازمي (73 عاماً)، عضو سابق في مجلس الأمة الكويتي (2009–2011).
- 8 أبريل - فيصل بوغازي، (65 عاماً)، ممثل.
- 12 مايو – عبد الكريم عبد القادر (81 عاماً)، مطرب.[17]
- 25 مايو – أحمد جوهر (65 عاماً)، ممثل.
- 21 أغسطس - بدر الطيار، (70 عاماً)، ممثل.
- 27 أغسطس – الشيخ خالد السعيدي، إمام المسجد الكبير في الكويت.[18]
- 15 ديسمبر – عبد العزيز سعود البابطين (87 عاماً)، شاعر وكاتب ورجل أعمال.[19]
- 16 ديسمبر – نواف الأحمد الجابر الصباح (86 عاماً)، الحاكم السادس عشر للكويت، والأمير السابع لدولة الكويت (من مواليد 1937).[20]